# Drymini

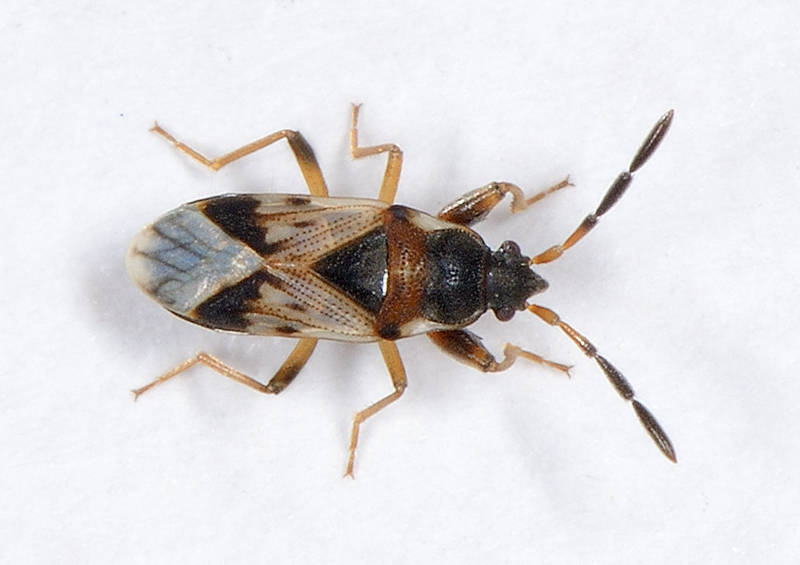
Drzazguń krótkolotek

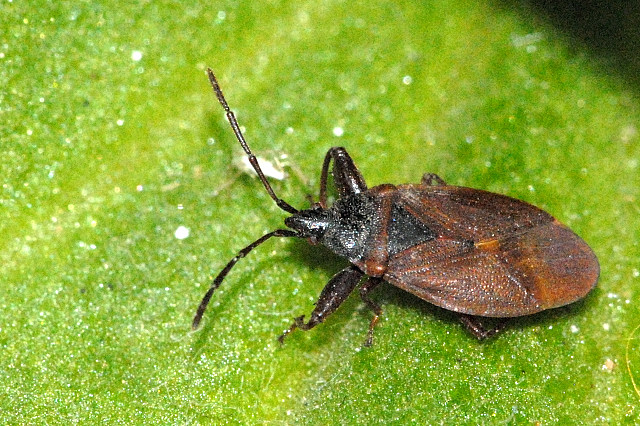
Barczel sosnowy

Drymini – plemię pluskwiaków z podrzędu różnoskrzydłych i rodziny brudźcowatych.
Pluskwiaki te osiągają niewielkie rozmiary. Ubarwienie mają niepozorne. Głowa ich ma dobrze rozwinięte bukule, oczy złożone, położone między nimi i nieco ku tyłowi przyoczka, czteroczłonową kłujkę i czteroczłonowe czułki. Przedplecze ma boczne krawędzie wyposażone w żeberko lub wąsko i płasko rozszerzone. Zwykle półpokrywy mają prostą wierzchołkową krawędź przykrywki. Tylna para skrzydeł zwykle zaopatrzona jest zarówno w żyłkę haczykowatą (hamus) jak i żyłki interwannalne. Odwłok ma wszystkie przetchlinki położone na sternitach. Sternity czwarty i piąty są ze sobą scalone, a wszystkie ich trichobotria leżą przed przetchlinkami. W sąsiedztwie przetchlinek drugiej i trzeciej pary znajdują się pory. U larw obecny jest szew Y-kształtny.
Plemię rozprzestrzenione jest niemal kosmopolitycznie. Najliczniej reprezentowane jest w krainach Starego Świata: palearktycznej, etiopskiej i orientalnej. W Polsce stwierdzono 24 gatunki z 7 rodzajów (zobacz: brudźcowate Polski). W Nearktyce występują nieliczne gatunki, blisko spokrewnione z palearktycznymi. W Australii występuje 19 gatunków, z których 16 jest endemicznych, a 3 zamieszkują także Nowej Zelandii. Brak jest gatunków rodzimych dla krainy neotropikalnej.
Takson ten wprowadzony został w 1872 roku przez Carla Ståla. Należy do niego 256 opisanych gatunków, zgrupowanych w rodzajach:
- Appolonius Distant, 1901
- Austrodrymus Gross, 1965
- Bexiocoris Scudder, 1969
- Borneodrymus Kondorosy, 2006
- Brachydrymus Gross, 1965
- Brentiscerus Scudder, 1962
- Carvalhodrymus Slater, 1995
- Chotekia China, 1935
- Coracodrymus Breddin, 1901
- Drymus Fieber, 1861 – lesiec
- Dudia Bergroth, 1918
- Entisberus Distant, 1903
- Eremocoris Fieber, 1861 – opuszczel
- Esinerus Scudder, 1969
- Faelicianus Distant, 1901
- Gastrodes Westwood, 1840 – barczel
- Gastrodomorpha Gross, 1965
- Grossander Slater, 1976
- Heissodrymus Kondorosy, 2006
- Hirtomydrus Scudder, 1978
- Ibexocoris Scudder, 1963
- Ischnocoris Fieber, 1861
- Kanigara Distant, 1906
- Lamproplax Douglas & Scott, 1868
- Latidrymus Kondorosy, 2017
- Lemnius Distant, 1904
- Malipatilius Kondorosy, 2013
- Megadrymus Gross, 1965
- Mizaldus Distant, 1901
- Neodudia Scudder, 1978
- Neomizaldus Scudder, 1968
- Notochilaster Breddin, 1907
- Notochilus Fieber, 1864
- Paradrymus Bergroth, 1916
- Parastilbocoris Carayon, 1964
- Pilusodrymus Scudder, 1969
- Potamiaena Distant, 1910
- Pseudodrymus Gross, 1965
- Retoka China, 1935
- Retrodrymus Gross, 1965
- Rhodiginus Distant, 1901
- Salaciola Bergroth, 1906
- Scolopostethus Fieber, 1861 – drzazguń
- Sinierus Distant, 1901
- Stilbocoris Bergroth, 1893
- Taphropeltus Stal, 1872
- Testudodrymus Slater, 1993
- Thaumastopus Fieber, 1870
- Thebanus Distant, 1904
- Thylochromus Barber, 1928
- Togodolentus Barber, 1918
- Trichodrymus Lindberg, 1927
- Udalricus Distant, 1904
- Usilanus Distant, 1909
- Uzza Distant, 1909